# فیلم‌شناسی کیم یو جونگ
کیم یو جونگ (کره‌ای: 김유정؛ زادهٔ ۲۲ سپتامبر ۱۹۹۹) بازیگر اهل کره جنوبی است. پس از اولین بازیگری خود در سال ۲۰۰۳، او به یکی از شناخته‌شده‌ترین بازیگران کودک در کره تبدیل شد.
او در ایران بیشتر بخاطر ایفا نقش در سریال افسانه خورشید و ماه شناخته میشود.

## فیلم
| سال  | عنوان                 | نقش                             | توضیحات                 | منابع         |
| ---- | --------------------- | ------------------------------- | ----------------------- | ------------- |
| ۲۰۰۴ | دی‌ام‌زد                | جوانی لی سو-هیون                |                         |               |
| ۲۰۰۵ | بانوی انتقام          | یو جه-کیونگ                     |                         |               |
| ۲۰۰۵ | همه برای عشق          | کیم جین-آه                      |                         | [ ۲ ]         |
| ۲۰۰۶ | طبقهٔ ممنوعه           | یو جو-هی                        |                         | [ ۳ ] [ ۴ ]   |
| ۲۰۰۶ | حبه قند               | جوانی کیم شی-اون                |                         | [ ۵ ]         |
| ۲۰۰۷ | هوانگ جین یی          | جوانی هوانگ جین یی              |                         | [ ۵ ]         |
| ۲۰۰۷ | حملهٔ بانکی            | یون-هی                          |                         | [ ۶ ]         |
| ۲۰۰۷ | چشمان رنگین‌کمانی      | جوانی لی یون-سو / دختر لی هه-سو |                         |               |
| ۲۰۰۸ | تعقیب‌کننده            | یو اون-جی                       |                         | [ ۷ ]         |
| ۲۰۰۸ | فراموش‌نشدنی           | جانگ یونگ-می                    |                         | [ ۸ ]         |
| ۲۰۰۹ | جزر و مد              | کیم جی-مین                      |                         | [ ۹ ]         |
| ۲۰۰۹ | مرگ زنده              | جی-اون                          |                         |               |
| ۲۰۰۹ | پارادایس              | ایم هوا-ران                     |                         |               |
| ۲۰۱۰ | یک زندگی              | راوی                            | فیلم مستند (ورژن کره‌ای) | [ ۱۰ ]        |
| ۲۰۱۲ | فندق‌شکن به‌صورت سه‌بعدی | مری                             | صدا (دوبلهٔ کره‌ای)       | [ ۱۱ ]        |
| ۲۰۱۳ | تعهد                  | ری هه-این                       |                         | [ ۱۲ ]        |
| ۲۰۱۴ | رشته‌های دروغ          | هوا-یون                         |                         | [ ۱۳ ] [ ۱۴ ] |
| ۲۰۱۴ | اتاق ۷۳۱              | وی                              | فیلم کوتاه              | [ ۱۵ ]        |
| ۲۰۱۵ | دایره تاوان           | لی جونگ-هیون                    |                         | [ ۱۶ ]        |
| ۲۰۱۷ | چون عاشقتم            | اسکالی                          |                         | [ ۱۷ ]        |
| ۲۰۱۸ | خواب طلایی            | سو-آه                           | حضور ویژه               | [ ۱۸ ]        |
| ۲۰۲۱ | هشتمین شب             | ئه-ران                          | فیلم نتفلیکس            | [ ۱۹ ] [ ۲۰ ] |
| ن/م  | دختر قرن بیستم        | بو-را                           | فیلم نتفلیکس            | [ ۲۱ ] [ ۲۲ ] |
| ۲۰۲۳ | حیوان خانگی من        | آه مین                          | حضور ویژه               | [ ۲۳ ]        |

## مجموعه تلویزیونی
| سال  | عنوان                                | نقش                                 | شبکه     | منابع         |
| ---- | ------------------------------------ | ----------------------------------- | -------- | ------------- |
| ۲۰۰۴ | نقطهٔ انجماد                          | چوی اون-یی                          | ام‌بی‌سی   | [ ۲۴ ]        |
| ۲۰۰۶ | متشکرم زندگی                         | یو هیون-جی                          | کی‌بی‌اس۲  |               |
| ۲۰۰۶ | بهترین تئاتر ام‌بی‌سی «لبخند تدی خرسه» | مون آه-یونگ                         | ام‌بی‌سی   | [ ۲۵ ]        |
| ۲۰۰۶ | روزگار شاهزاده                       | جوانی شین چه-کیونگ                  | ام‌بی‌سی   |               |
| ۲۰۰۶ | خواهر دوست‌داشتنی من                  | پینک / چوی گا-اول                   | ام‌بی‌سی   |               |
| ۲۰۰۷ | بل                                   | جونگ دا-جونگ                        | کی‌بی‌اس۱  |               |
| ۲۰۰۷ | آژانس تحقیق مخفی                     | جوانی یو اون-جه                     | کی‌بی‌اس۲  |               |
| ۲۰۰۷ | بخش قلب                              | یون-آه (بازیگر مهمان)               | ام‌بی‌سی   | [ ۷ ]         |
| ۲۰۰۸ | ایلجیما                              | جوانی بیون اون-چه                   | اس‌بی‌اس   | [ ۲۶ ]        |
| ۲۰۰۸ | حریف قدرتمند                         | یو کوت-نیم                          | کی‌بی‌اس۲  | [ ۲۷ ]        |
| ۲۰۰۸ | نقاش باد                             | جوانی شین یون-بوک                   | اس‌بی‌اس   | [ ۲۸ ]        |
| ۲۰۰۹ | هابیل و قابیل                        | جوانی کیم سو-یون                    | اس‌بی‌اس   | [ ۲۹ ]        |
| ۲۰۰۹ | ملکه سوندوک                          | ۱۰ سالگی پرنسس چون‌میونگ             | ام‌بی‌سی   |               |
| ۲۰۰۹ | تامرا، جزیره                         | جانگ بو-سول                         | ام‌بی‌سی   | [ ۳۰ ]        |
| ۲۰۰۹ | وسوسه یک فرشته                       | جوانی جو آه-ران                     | اس‌بی‌اس   |               |
| ۲۰۱۰ | افسانه دونگ‌یی                        | جوانی دونگ‌یی                        | ام‌بی‌سی   | [ ۳۱ ] [ ۳۲ ] |
| ۲۰۱۰ | جادهٔ شماره یک                        | جوانی کیم سو-یون                    | ام‌بی‌سی   | [ ۳۳ ]        |
| ۲۰۱۰ | کینه: شورش گومیهو                    | یون-یی                              | کی‌بی‌اس۲  | [ ۳۴ ]        |
| ۲۰۱۰ | شعله‌های هوس                          | جوانی یون نا-یونگ / جوانی بک سو-بین | ام‌بی‌سی   | [ ۳۵ ]        |
| ۲۰۱۰ | گل کدو تنبل                          | جوانی پارک سون-جونگ                 | اس‌بی‌اس   | [ ۳۶ ]        |
| ۲۰۱۱ | مامان، متاسفم                        | گا-یونگ                             | ئی‌بی‌اس   |               |
| ۲۰۱۱ | سرنوشت یک مبارز                      | گا-هی                               | ام‌بی‌سی   | [ ۳۷ ]        |
| ۲۰۱۲ | افسانه خورشید و ماه                  | جوانی هو یون-وو                     | ام‌بی‌سی   | [ ۳۸ ] [ ۱۴ ] |
| ۲۰۱۲ | ملکه مه                              | جوانی چون هه-جو                     | ام‌بی‌سی   | [ ۳۹ ]        |
| ۲۰۱۳ | رنگین‌کمان طلایی                      | جوانی کیم بک-وون                    | ام‌بی‌سی   | [ ۴۰ ]        |
| ۲۰۱۴ | درام ویژه «نوحه خوان»                | یون شیم                             | کی‌بی‌اس۲  | [ ۴۱ ]        |
| ۲۰۱۴ | در مخفی                              | جوانی سو جی-دام (قسمت‌های ۱–۱۳)      | اس‌بی‌اس   | [ ۴۲ ]        |
| ۲۰۱۵ | مامان عصبانی                         | اوه آه-ران                          | ام‌بی‌سی   | [ ۴۳ ]        |
| ۲۰۱۶ | عشق در مهتاب                         | هونگ را-اون/هونگ سام-نوم            | کی‌بی‌اس۲  | [ ۴۴ ]        |
| ۲۰۱۸ | حالا با عشق تمیز کن                  | گیل اوه-سول                         | جی‌تی‌بی‌سی | [ ۴۵ ]        |
| ۲۰۲۰ | فروشگاه ست بیول                      | جونگ ست-بیول                        | اس‌بی‌اس   | [ ۴۶ ]        |
| ۲۰۲۱ | عاشقان آسمان سرخ                     | هونگ چون-گی                         | اس‌بی‌اس   | [ ۴۷ ]        |
| ۲۰۲۳ | شیطان من                             | دو-دو-هی                            | اس‌بی‌اس   |               |

## مجموعه اینترنتی
| سال  | عنوان         | نقش                 | وبگاه         | منابع                |
| ---- | ------------- | ------------------- | ------------- | -------------------- |
| ۲۰۱۴ | سلول‌های عشق   | نه-بی               | ناور          | [ ۴۸ ]               |
| ۲۰۱۵ | سلول‌های عشق ۲ | نه-بی               | ناور          | [ ۴۸ ]               |
| ۲۰۲۱ | یک روز معمولی | مشتری جدید جونگ هان | کوپانگ گو ویو | [ ۴۹ ] [ ۵۰ ] [ ۵۱ ] |

## تئاتر
| سال  | عنوان           | نقش                 | منابع  |
| ---- | --------------- | ------------------- | ------ |
| ۲۰۰۸ | گروه کر فرشتگان | لی ها-نول           | [ ۵۲ ] |
| ۲۰۱۷ | بوته چینی       | یک دختر / آن پوت‌نام | [ ۵۳ ] |
| ۲۰۲۳ | شکسپیر عاشق     | ویوا دی لسپس        | [ ۵۴ ] |

## برنامه‌های تلویزیونی
| سال       | عنوان                                                                 | دوره                           | شبکه    | توضیحات                                                                                 | منابع                |
| --------- | --------------------------------------------------------------------- | ------------------------------ | ------- | --------------------------------------------------------------------------------------- | -------------------- |
| ۲۰۱۱      | بهترین هدیهٔ ما                                                        | ۲۸ ژانویه                      | ام‌بی‌سی  | مستند تلویزیونی؛ راوی                                                                   | [ ۵۵ ]               |
| ۲۰۱۱      | یک روز شاد                                                            | ۸ فوریه                        | ام‌بی‌سی  | قسمت بهترین چشم‌انداز سال ۲۰۱۱, بازیگر کودک کیم یو-جونگ                                  | [ ۵۶ ]               |
| ۲۰۱۱      | بیست و ششمین مسابقهٔ آهنگ سبز کودکان                                   | ضبط: ۲۳ آوریل پخش: ۵ مه        | کی‌بی‌اس۱ | راوی                                                                                    |                      |
| ۲۰۱۱      | واقعاً دوست دارم در تلویزیون باشم                                      |                                | چنل ۱   | ورایتی شوی کودکان؛ داور                                                                 |                      |
| ۲۰۱۱      | درست مثل اون نمایش                                                    | ۲۰ مه - ۲۹ ژوئیه               | تونیورس | ورایتی شوی کودکان؛ میزبان                                                               | [ ۵۷ ]               |
| ۲۰۱۱–۲۰۱۲ | درست مثل اون نمایش ۲: سفر اکتشافی رندوم                               | ۲۸ اکتبر ۲۰۱۱ تا ۹ مارس ۲۰۱۲   | تونیورس | ورایتی شوی کودکان؛ میزبان                                                               | [ ۵۷ ]               |
| ۲۰۱۲      | زندگی جدید برای کودکان                                                | ۵ مه                           | ام‌بی‌سی  | راوی                                                                                    | [ ۵۸ ]               |
| ۲۰۱۲      | ویژه محیط زیست                                                        | ۲۰ ژوئن                        | کی‌بی‌اس۱ | راوی، قسمت ۵۰۳                                                                          | [ ۵۹ ]               |
| ۲۰۱۳      | زندگی جدید برای کودکان                                                | ۳ مه                           | ام‌بی‌سی  | راوی                                                                                    | [ ۶۰ ]               |
| ۲۰۱۳      | از ده‌جانگ‌گوم به ناگاسو (ویژهٔ ۱۰ سالگی ده‌جانگ‌گوم)                      | ۱۸ اکتبر                       | ام‌بی‌سی  | مجری؛ همراه چوی جین-هیوک، کیم سونگ-جو، و لی یونگ ئه                                     | [ ۶۱ ]               |
| ۲۰۱۴      | هفت چشنده                                                             | ۳۰ مه تا ۲۹ اوت                | ام‌بی‌سی  | برنامه واقع‌نما-سفر؛ عضو بازیگران                                                        | [ ۶۲ ]               |
| ۲۰۱۴      | زادگاه تئاتر                                                          | ۲۶ ژوئیه                       | کی‌بی‌اس۱ | راوی؛ 'پونگ‌گوم قلب من'                                                                  | [ ۶۳ ]               |
| ۲۰۱۴–۲۰۱۶ | اینکیگایو                                                             | ۱۶ نوامبر ۲۰۱۴ تا ۳ آوریل ۲۰۱۶ | اس‌بی‌اس  | برنامه موسیقی؛ میزبان                                                                   | [ ۶۴ ] [ ۶۵ ] [ ۶۶ ] |
| ۲۰۱۵      | مادر جین شیل ۲: هوان‌هی و جون‌هی                                        | ۱ ژوئن                         | ام‌بی‌سی  | مستند تلویزیونی؛ راوی                                                                   | [ ۶۷ ]               |
| ۲۰۱۶      | A Young Girl Wearing a Veil                                           | ۲۲ فوریه                       | ام‌بی‌سی  | مستند تلویزیونی؛ راوی                                                                   | [ ۶۸ ]               |
| ۲۰۱۹      | '100 Years of Spring' on The Eve of 100th Anniversary of 3.1 Movement | ۲۸ فوریه                       | کی‌بی‌اس۲ | مجری؛ همراه جونگ جین یونگ                                                               | [ ۶۹ ]               |
| ۲۰۱۹      | وقتی روز فرا می‌رسد                                                    | ۱–۲ مارس                       | کی‌بی‌اس۱ | راوی؛ درام مستند واقعی، a special feature of 100th Anniversary of 3.1 Movement (پارت ۲) | [ ۷۰ ]               |
| ۲۰۲۱      | پروژه گون‌گون؛ چانگ‌دوک‌گونگ روی مهتاب                                   | از ۱۷ نوامبر برای دو هفته      | TBA     | راوی؛ تور پروژه گون‌گون چانگ‌دوک‌گونگ روی مهتاب                                            | [ ۷۱ ]               |

## میزبان
| سال  | عنوان                    | شبکه   | توضیحات            | منابع  |
| ---- | ------------------------ | ------ | ------------------ | ------ |
| ۲۰۲۰ | جوایز درامای اس‌بی‌اس ۲۰۲۰ | اس‌بی‌اس | همراه شین دونگ یوپ |        |
| ۲۰۲۱ | جوایز درامای اس‌بی‌اس ۲۰۲۱ | اس‌بی‌اس | همراه شین دونگ یوپ | [ ۷۲ ] |
| ۲۰۲۳ | جوایز درامای اس‌بی‌اس ۲۰۲۳ | اس‌بی‌اس | همراه شین دونگ یوپ | [ ۷۳ ] |

## ریلتی شو
| سال  | عنوان                                 | شبکه     | توضیحات                                         | منابع  |
| ---- | ------------------------------------- | -------- | ----------------------------------------------- | ------ |
| ۲۰۱۳ | من کیم یو-جونگ واقعی در لس آنجلس هستم | کیوتی‌وی  | فیلم‌برداری شده در لس آنجلس، ایالات متحده آمریکا | [ ۷۴ ] |
| ۲۰۱۹ | نیمهٔ تعطیلات کیم یو-جونگ در ایتالیا   | لایف‌تایم | فیلم‌برداری شده در ایتالیا                       | [ ۷۵ ] |

## حضور در موزیک ویدئو
| سال  | نام آهنگ                                              | آرتیست          | منابع  |
| ---- | ----------------------------------------------------- | --------------- | ------ |
| ۲۰۰۴ | «کریسمس سفید» (White Christmas; 2004 Christmas Carol) | آرتیست‌های مختلف |        |
| ۲۰۱۱ | «وی‌وی‌آی‌پی» (VVIP)                                     | سونگ‌ری          | [ ۷۶ ] |
| ۲۰۱۲ | «بازگشت» (Return; 되돌리다)                           | لی سونگ گی      | [ ۷۷ ] |
| ۲۰۱۲ | «آمدن پیش تو» (Going to You; 너에게 간다)             | تیک هیون        | [ ۷۸ ] |
| ۲۰۱۳ | «رفته» (Gone; 너만 없다)                              | جین             | [ ۷۹ ] |
| ۲۰۱۳ | «سررر» (Srrr)                                         | سون‌بی           | [ ۸۰ ] |
| ۲۰۱۵ | «عزیزم به من بگو» (7E77 ME B43Y; 말을 해줘)           | لیم سولونگ      | [ ۸۱ ] |
| ۲۰۱۹ | «شروع دوباره» (Begin Again; 말을 해줘)                | کیم جه-هوان     | [ ۸۲ ] |